# Мокроусов, Николай Тихонович
Николай Тихонович Мокроусов (укр. Микола Тихонович Мокроусов; 19 декабря 1911, Российская империя — 23 апреля 1992, Киев, Украина) — украинский советский кинематографист, директор кинокартин, кинопродюсер, режиссёр. Член Союза кинематографистов УССР.

## Биография
Родился 19 декабря 1911 года.
В 1939 году окончил Всесоюзный государственный институт кинематографии.
С 1940 года был ассистентом оператора, вторым режиссёром, заместителем директора, директором картин Киевской киностудии имени Александра Довженко. Принимал участие в создании около десятка фильмов.
Работал с режиссёрами: Владимиром Денисенко, Николаем Литусом, Николаем Мащенко, Алексеем Мишуриным.
Самый кассовый фильм, в создании которого он принимал участие - "Королева бензоколонки". Занимает 61-е место в списке ста лучших украинских фильмов по версии кинокритиков, составленном в 2021 году.
Скончался 23 апреля 1992 года в Киеве.

## Фильмография
Директор фильмов (продюсер):
- 1973 — "Как закалялась сталь" - 1,5 млн зрителей[2][3]
- 1971 — "Иду к тебе..." — 1,7 млн зрителей[4][3]
- 1968 — "На Киевском направлении"
- 1962 — "Королева бензоколонки" — 34,3 млн зрителей[5][3]

Второй режиссёр:
- 1980 — "Овод"[6]
- 1962 — "Королева бензоколонки"